# Woe Unto Me
Woe Unto Me ist eine 2008 gegründete Band, deren Stil sich vom Funeral Doom zunehmend zu Melodic Death Doom und Gothic Metal entwickelte.

## Geschichte
Die Initiative zur Gründung von Woe Unto Me ging von den in Hrodna lebenden Musikern Artem Serdyuk und Dzmitry Shchyhlinski aus. Der Prozess hin zu einer konstanten Bandbesetzung sowie die Ausarbeitung des Debüts dauerte bis zum Jahr 2011. Ein Großteil der hinzugestoßenen Mitglieder trat der Band bei ohne die Mitmusiker zuvor persönlich zu kennen. Nachdem das Album komponiert und aufgenommen war, schloss die Gruppe 2013 einen Vertrag mit Solitude Productions für die Veröffentlichung ab. Am 27. Januar 2014 wurde A Step into the Waters of Forgetfulness veröffentlicht. Zugleich bestritt die Band Tour- und Konzertaktivität zur Unterstützung des Albumverkaufs in Form einer gemeinsamen Osteuropa-Tournee mit der lettischen Death-Doom-Band Frailty und Festivalauftritten in Russland und Belarus. Die internationale Resonanz auf A Step into the Waters of Forgetfulness fiel überwiegend positiv aus. Frédéric Cerfvol von Doom-Metal.com und Andreas Schiffmann vom Magazin Rock Hard beurteilten das Album als durchschnittlich und bemängelten es als generisch und wenig eigenständig. Eine mangelnde Eigenständigkeit einräumend betont indes Dopefiend in einer für das italienische Aristocrazia Webzine verfassten Rezension, dass es dennoch „absolut einnehmend“ sei und „starke Emotionen“ transportiere. Dass die Band „allerhand unkonventionelle Klänge“ einpflege betont hingegen Alex Klug in seiner Besprechung für Metal.de, ebenso wie Stefano Cavanna für Metaleyes mit dem Verweis, dass die Gruppe merklich auf der Suche nach eigenen Ausdrucksformen im Genre sei. Besondere Eigenständigkeit konstatiert ebenso Chaim Drishner für Chronicles of Chaos.
Nach weiteren gelegentlichen Auftritten in Russland und Belarus spielte Woe Unto Me das 2017 veröffentlichte Among the Lightened Skies the Voidness Flashed ein und unterstützte die Veröffentlichung durch eine umfassende mehrmonatige Europatournee mit diversen Festivalauftritten. An den Aufnahmen beteiligten sich populäre Gastmusiker wie Daniel Neagoe von unter anderem Clouds und Eye of Solitude, Jón Aldará von Hamferð und Patryk Zwoliński von Blindead. Dem zweiten Album wurde eine ähnlich weitreichende Rezeption wie dem Debüt zuteil. Die Beurteilungen variierten indes von überdurchschnittlich bis herausragend. Anhaltend gelobt wurde die zunehmende Emanzipation vom Funeral Doom. Trotz dieser Abkehr bemängelten manche Rezensenten fehlende Eigenständigkeit und beurteilten das Album als generisch ohne Besonderheit. Andere Rezensenten lobten hingegen die Stilentwicklung. Das Album sei mit seiner Stilmischung und Spieldauer „nicht in jedem einzelnen Moment beeindruckend, insgesamt aber hervorragend.“ Auch weitere Rezensenten priesen das Album als „gewinnbringende Erfahrung“ und „herausragende Veröffentlichung“. Das Album weise „eine subtiler klassische und intelligentere Atmosphäre“ aus als die Mehrheit erfolgreicher Melodic-Death-Doom- und Gothic-Metal-Bands, schrieb Mike Liassides für Doom-Metal.com. Mitunter wurde es als Genre-Glanzlicht gepriesen.

„Feeling und kompositorisches Genie verschmelzen hier zu einem permanent nachhallenden Magnum Opus, das selbst in Kreisen der langsamen Töne einzigartig erscheint. Bereits mit dem direkten Vorgänger haben diese Weißrussen ein Ausrufezeichen gesetzt; mit “Among The Lighted Skies The Voidness Flashed” übertreffen sie jedoch nicht nur sich, sondern auch die gesamte Konkurrenz um Längen.“

## Stil
Die ursprünglich von Woe Unto Me gespielte Musik gilt als milder und melodischer Funeral Doom. Das zweite Album wird hingegen als deutliche Entwicklung „zu einem progressiveren und experimentelleren Ansatz“ mit mehr Nähe zu Atmospheric Doom, Gothic Metal und Death Doom beurteilt. Dabei, so die für das Webzine Doom-Metal.com verfasste Bandbeschreibung, umfasst der veränderte Stil der „(halb-)akustische Stücke, Saxophon, Filmsamples und Prog Metal“.
Dem Debüt bescheinigte Frédéric Cerfvol einen Klang der atypisch dem des Labels Solitude Productions entspräche. „Extremer, aber melodischer Doom der oft an die finnischen Glanzlichter Shape of Despair und Colosseum.“ erinnere. Die Musik von Woe Unto Me weise hierbei in der vielfachen Verwendung von Klargesang und Filmsamples Eigenständigkeit aus. Zugleich bleibe, so Andreas Schiffmann für Rock Hard, im Gesamtklang die dem Genre typische Monotonie des Gitarrenspiels sowie der massive Einsatz von Growling erhalten.

„Schon das dreiminütige Orchestral-Intro des Openers ‚Slough Of Despond‘ stellt schnell klar, dass das selbstverpasste Funeral-Doom-Etikett hier nur teilweise greift. Vielmehr gesellen sich zu den langsam-monotonen Passagen druckvolles Death/Doom-Riffing und schwermütige Doppel-Leads. Fast konstant liegt darüber eine Soundtrack-würdige Wand der Orchestrierung, die man in dieser Intensität höchstens mit der letzten FUNERAL-Scheibe oder gelegentlich mit den Label-Kollegen EA vergleichen könnte.“

Das zweite Album nutzt den Funeral Doom noch als Fundament für eine musikalische und atmosphärische Variante, die sich nicht mehr gänzlich einem konkreten Genre zuordnen lasse. Das Ergebnis präsentiere „progressiv, deathig und jazzig angereicherten tendenziell funeral-orientierten Doom.“ Und sei eine äußerst langsame und dunkle und zugleich atmosphärische Musik mit Growling, jedoch diversen Soli und ausgeprägten Melodieführungen der Leadgitarre, ergänzt um melodischen Klargesang, Akustikgitarren und Saxophon bis hin zu Stücken, die im Kontext des Metal-Genres als experimentell gewertet werden. Mike Liassides verweist auf Shape Of Despair, Saturnus, Chamber, Anathema und Pink Floyd zum Vergleich.

## Diskografie
- 2014: A Step into the Waters of Forgetfulness (Album, Solitude Productions)
- 2017: Among the Lightened Skies the Voidness Flashed (Album, Solitude Productions)
- 2021: Spiral-Shaped Hopewreck (EP, Selbstverlag)
- 2023: Along the Meandering Ordeals, Reshape the Pivot of Harmony (Album, M-Theory Audio)